# Junji Ito hátborzongató japán meséi
Az Junji Ito hátborzongató japán meséi (伊藤潤二『マニアック』; Itó Dzsundzsi Maniakku; Hepburn: Itō Junji Maniacs / Itō Junji Maniakku; angol címén Junji Ito Maniac: Japanese Tales of the Macabre) japán horror ONA animesorozat, amelyet a Studio Deen készített Tagasira Sinobu rendezésében, Szavada Kaoru írásában és Hajasi Júki zenéjével. Az anime Itó Dzsundzsi különféle történeteit adaptálja, mint a Kubicuri kikjú vagy Szóicsi és Tomie történetei. A sorozat 2023. január 19-én vált elérhetővé világszerte a Netflix kínálatában.

## Történet
A 12 epizódból álló sorozat összesen 20, egymástól javarészt független történetet tartalmaz. Az adaptált történetek címei megegyeznek az epizódcímekkel.

## Szereplők
| Szereplő                                                                                    | Epizód    | Japán hang                               | Angol hang                               | Magyar hang                                                     |
| ------------------------------------------------------------------------------------------- | --------- | ---------------------------------------- | ---------------------------------------- | --------------------------------------------------------------- |
| Hikizuri Kazuja (引摺一也; Hepburn: Hikizuri Kazuya)                                        | 1.        | Szakurai Takahiro                        | Jonah Scott                              | Juhász Zoltán                                                   |
| Hikizuri Kiknako (引摺黄子)                                                                 | 1.        | Romi Park                                | Karen Strassman                          | Kocsis Mariann                                                  |
| Hikizuri Sigoró (引摺四五郎; Hepburn: Hikizuri Shigorō)                                     | 1.        | Iidzsima Hadzsime                        | Brock Powell                             | Elek Ferenc                                                     |
| Hikizuri Narumi (引摺成美)                                                                  | 1.        | Simizu Risza                             | Kayli Mills                              | Molnár Ilona                                                    |
| Hikizuri Hitosi (引摺ヒトシ; Hepburn: Hikizuri Hitoshi)                                     | 1.        | Aszai Ajaka                              | Laura Stahl                              | Kerekes Máté                                                    |
| Hikizuri Miszako (引摺みさ子; Hepburn: Hikizuri Misako)                                     | 1.        | Kaneda Tomoko                            | Corina Boettger                          | Hermann Lilla                                                   |
| Szacsijo (サチヨ; Hepburn: Sachiyo)                                                         | 1.        | Szaitó Juka                              | Vivian Lu                                | Törtei Tünde                                                    |
| Szavano (沢野; Hepburn: Sawano)                                                             | 1.        | Szuzuki Rjóta                            | Sean Chiplock                            | Seder Gábor                                                     |
| Goró (五郎; Hepburn: Gorō)                                                                  | 2a.       | Horie Sun                                | Zach Aguilar                             | Czető Ádám                                                      |
| Mari (マリ)                                                                                 | 2a.       | Mineucsi Tomomi                          | Brianna Knickerbocker                    | Hegedűs Johanna                                                 |
| Kojama (小山; Hepburn: Koyama)                                                              | 2a.       | Mizuno Risza                             | Amber Lee Connors                        | Dudás Eszter                                                    |
| Szonohara (園原; Hepburn: Sonohara)                                                         | 2b.       | Okiaju Rjótaró                           | Grant George                             | Dévai Balázs                                                    |
| Tomoki (友樹)                                                                               | 2b.       | Macumoto Szara                           | Anjali Kunapaneni                        | Peregovits Dániel                                               |
| Fagylaltos / Ice Cream Man (アイスクリームマン; Aiszu Kurímu Man; Hepburn: Aisu Kurīmu Man) | 2b.       | Csikamacu Takacugu                       | Howard Wang                              | Joó Gábor                                                       |
| Morinaka Kazuko (森中和子)                                                                  | 3.        | Szugijama Riho                           | Courtney Lin                             | Molnár Ilona                                                    |
| Siraisi Sinja (白石晋也; Hepburn: Shiraishi Shinya)                                         | 3.        | Kisio Daiszuke                           | Lucien Dodge                             | Hamvas Dániel                                                   |
| Fudzsino Terumi (藤野輝美; Hepburn: Fujino Terumi)                                          | 3.        | Nomizu Iori                              | Brianna Knickerbocker                    | Pánics Lilla                                                    |
| Cudzsii Szóicsi (辻井双一; Hepburn: Tsujii Sōichi)                                          | 4a., 12b. | Micuja Júdzsi                            | Austin Tindle                            | Sánta László                                                    |
| Cudzsii Kóicsi (辻井公一; Hepburn: Tsujii Kōichi)                                           | 4a., 12b. | Hoszoja Josimasza                        | Ricco Fajardo                            | Markovics Tamás                                                 |
| Cudzsii Szajuri (辻井さゆり; Hepburn: Tsujii Sayuri)                                        | 4a., 12b. | Szaitó Juka                              | Amber Lee Connors                        | Rigler Renáta (4. ep.) Lamboni Anna (12. ep.)                   |
| Cudzsii Súdzsi (; Hepburn: Tsujii Shūji)                                                    | 4a., 12b. | Iidzsima Hadzsime                        | Mike McFarland                           | Bartók László                                                   |
| Cudzsii Miszako (; Hepburn: Tsujii Misako)                                                  | 4a., 12b. | Okada Megumi                             | Dorah Fine                               | Csonka Anikó                                                    |
| Tagaiszu (互須; Hepburn: Tagaisu)                                                           | 4a.       | Aojama Jutaka                            | Kirk Thornton                            | Katona Zoltán                                                   |
| Hirano Júdzsi (平野雄二; Hepburn: Hirano Yūji)                                              | 4b.       | Szakagucsi Súhei                         | Ben Diskin                               | Juhász Zoltán                                                   |
| Mari (マリ)                                                                                 | 4b.       | Oka Dzsunko                              | Michelle Phan                            | Nemes Takách Kata                                               |
| Osikiri Tóru (押切; Hepburn: Oshikiri Tōru)                                                 | 5a.       | Simono Hiro                              | Micah Solusod                            | Szalay Csongor                                                  |
| Amano Csiemi (チエミ; Hepburn: Amano Chiemi)                                                | 5b.       | Hikasza Jóko                             | Lauren Landa                             | Szabó Zselyke                                                   |
| Akaszaka (赤坂; Hepburn: Akasaka)                                                           | 6a.       | Hirakava Daiszuke                        | Ryan Colt Levy                           | Hamvas Dániel                                                   |
| Szeidzsi (誠二; Hepburn: Seiji)                                                             | 6a.       | Okano Kószuke                            | Landon McDonald                          | Kossuth Gábor                                                   |
| Rogi (呂木)                                                                                 | 6a.       | Ken Uo                                   | Kirk Thornton                            | Pálfai Péter                                                    |
| Siraszaki Goró (白崎五郎; Hepburn: Shirasaki Gorō)                                          | 6b.       | Kadzsi Júki                              | Sean Chiplock Anjali Kunapaneni (fiatal) | Markovics Tamás Peregovits Dániel (fiatal) Katona Zoltán (idős) |
| Siraszaki Kóko (白崎香子; Hepburn: Shirasaki Kōko)                                          | 6b.       | Hanba Tomoe                              | Brianna Knickerbocker                    | Molnár Ilona                                                    |
| Josikava Cujosi (吉川剛; Hepburn: Yoshikawa Tsuyoshi)                                       | 7.        | Kimura Rjóhei                            | Alejandro Saab                           | Czető Roland                                                    |
| Josikava Kaoru (吉川かおる; Hepburn: Yoshikawa Kaoru)                                       | 7.        | M・A・O                                  | Erica Mendez                             | Rigler Renáta                                                   |
| Murakami Izumi (村上泉)                                                                     | 7.        | Ucsida Aja                               | Jenny Yokobori                           | Wégner Judit                                                    |
| Reimi (麗実)                                                                                | 8a.       | Lynn                                     | Xanthe Huynh                             | Szabó Luca Prokópius Maja (gyerek)                              |
| Narumi (成実)                                                                               | 8a.       | Romi Park                                | Tiana Camacho                            | Oláh Orsolya                                                    |
| Hirohara Kai (弘原海)                                                                       | 8b.       | Isikava Kaito                            | Stephen Fu                               | Ágoston Péter                                                   |
| Mie (美枝)                                                                                  | 8b.       | Kobajasi Júko                            | Michelle Ruff                            | Nemes Takách Kata                                               |
| Kavakami Tomie (川上富江; Hepburn: Kawakami Tomie)                                          | 9.        | Szuegara Rie                             | Monica Rial                              | Bogdányi Titanilla                                              |
| Izumiszava Cukiko (泉沢月子; Hepburn: Izumisawa Tsukiko)                                    | 9.        | Hanamori Jumiri                          | Abby Trott                               | Kis-Kovács Luca                                                 |
| Jamazaki (山崎; Hepburn: Yamazaki)                                                          | 9.        | Jasiro Taku                              | Brandon McInnis                          | Horváth-Töreki Gergely                                          |
| Taicsi (太地; Hepburn: Taichi)                                                              | 9.        | Szugita Tomokazu                         | Austin Lee Matthews                      | Kis Horváth Zoltán                                              |
| Kimata (木股)                                                                               | 9.        | Josino Hirojuki                          | Tommy Arciniega                          | Bor László                                                      |
| Szajako (小夜子; Hepburn: Sayako)                                                           | 10a.      | Kanemoto Hiszako                         | Kira Buckland                            | Vadász Bea                                                      |
| Noriko (法子)                                                                               | 10a.      | Simamura Jú                              | Cherami Leigh                            | Lamboni Anna                                                    |
| Kuriko (栗子)                                                                               | 10b.      | Takamori Nacumi Vatanabe Akeno (felnőtt) | Reba Buhr Dawn M. Bennett (felnőtt)      | Engel-Iván Lili Andrádi Zsanett (felnőtt)                       |
| Naoja (; Hepburn: Naoya)                                                                    | 10b.      | N/A                                      | Ryan Bartley Stephen Fu (felnőtt)        | Peregovits Dániel Ágoston Péter (felnőtt)                       |
| Isida (石田; Hepburn: Ishida)                                                               | 11a.      | Szuzuki Júto                             | Griffin Burns                            | Moser Károly                                                    |
| Sinobu (忍; Hepburn: Shinobu)                                                               | 11a.      | Ueda Szeiko                              | Lisa Reimold                             | Pekár Adrienn                                                   |
| Rumi (留美)                                                                                 | 11b.      | Orikasza Fumiko                          | Cristina Vee                             | Wégner Judit                                                    |
| Simada (島田; Hepburn: Shimada)                                                             | 11b.      | Kondó Takasi                             | Henry Mason                              | Czető Roland                                                    |
| Szantó Majumi (山東まゆみ; Hepburn: Santō Mayumi)                                           | 12a.      | Nakagava Sóko                            | Emi Lo                                   | Gulás Fanni                                                     |
| Ucsida Micu (内田美津; Hepburn: Uchida Mitsu)                                               | 12a.      | Szonozaki Mie                            | Mela Lee                                 | Zakariás Éva                                                    |
| Coron (コロン; Koron)                                                                       | 12b.      | Kaneda Tomoko                            | N/A                                      | N/A                                                             |
| Narrátor                                                                                    | 1–12.     | N/A                                      | Bill Millsap                             | Dányi Krisztián                                                 |

| 2.  | Andrádi Zsanett, Baráth István, Hamvas Dániel, Ince Sára, Kossuth Gábor, Markovics Tamás, Nemes Takách Kata, Pálfai Péter, Pánics Lilla, Petridisz Hrisztosz, Prokópius Maja, Rostás Ábel, Schmidt Regina, Schmidt Karolina, Seszták Szabolcs, Zakariás Éva |
| 3.  | Baráth István, Hermann Lilla, Joó Gábor, Kautzky Armand, Pálmai Szabolcs, Solecki Janka, Szabó Zselyke, Zakariás Éva |
| 4.  | Dévai Balázs, Pálfai Péter, Vadász Bea |
| 5.  | Baradlay Viktor, Bérces Gabriella, Csonka Anikó, Hermann Lilla, Joó Gábor, Laudon Andrea, Petridisz Hrisztosz, Seder Gábor |
| 6.  | Bartók László, Hegedűs Johanna |
| 7.  | Bartók László, Boldizsár Tünde, Bordás János, Csonka Anikó, Fehér Péter, Forgács Gábor, Lamboni Anna, Majorfalvi Bálint, Megyeri János, Oláh Orsolya, Orbán Gábor, Rosta Sándor, Simon Aladár, Sörös Miklós, Szabó Endre                                    |
| 8.  | Bor László, Bozsó Péter, Fehér Péter, Juhai Bence, Láng Balázs, Majorfalvi Bálint, Markovics Tamás, Menszátor Magdolna, Németh Gábor, Simon Aladár, Sipka Gábor                                                                                             |
| 9.  | Andrádi Zsanett, Gulás Fanni, Lamboni Anna, Madarász Éva, Megyeri János, Nagy Edit |
| 10. | Ács Balázs, Bordás János, Bor László, Kelemen Noel, Kerekes Máté, Kis Horváth Zoltán, Madarász Éva, Németh Gábor, Pekár Adrienn, Sipka Gábor, Solecki Janka, Sörös Miklós, Szabó Zselyke, Zakariás Éva                                                      |
| 11. | Boldizsár Tünde, Fehér Péter, Forgács Gábor, Kerekes Máté, Madarász Éva, Menszátor Magdolna, Peregovits Dániel, Rostás Ábel, Solecki Janka, Szabó Zselyke, Vadász Bea                                                                                       |
| 12. | Láng Balázs, Megyeri János, Rosta Sándor |

## Megvalósítás és megjelenés
A sorozatot 2022. június 8-án jelentették be és közölték, hogy Itó Dzsundzsi különféle történeteit adaptálja, többek között a Kubicuri kikjú, a Szóicsi és a Tomie mangáiból. Az animét Tagasira Sinobu rendezte és a Studio Deen gyártásában készült, a forgatókönyvet Szavada Kaoru írta, a zenét Hajasi Júki szerezte. A sorozat 2023. január 19-én vált elérhetővé világszerte a Netflix kínálatában.
Az anime nyitó témája a MADKID Paranoid című száma, míg a záró téma az Iu toori (云う透り) a JYOCHO előadásában.

## Epizódok
| # | Epizód címe | Első japán sugárzás | Első magyar sugárzás |
| --- | --- | ------------------- | -------------------- |
| 1. | A fura Hikizuri testvérek Kaiki Hikizuri kjódai: Kóreikai (怪奇ひきずり兄弟 降霊会; Hepburn: Kaiki Hikizuri kyōdai: Kōreikai)                                                           | 2023. január 19.    | 2023. január 19.     |
| Egy lelkek és szellemek iránt érdeklődő fotós meglátogatja azt a nagyon furcsa és hátborzongató otthont, ahol a hat Hikizuri testvér él. | |                     |                      |
| 2. | A rejtélyes alagút meséje / Fagylaltos busz Tunnel kitan (トンネル奇譚) / Ice Cream Bus (アイスクリームバス)                                                                            | 2023. január 19.    | 2023. január 19.     |
| Goró visszatér az alagútba, amelybe egyszer az anyját látta besétálni, de soha nem tért vissza. / Egy fagylaltos teherautó érkezik a környékre, amit egy elbűvölő fiatalember vezet. | |                     |                      |
| 3. | Lógó lufi Kubicuri kikjú (首吊り気球; Hepburn: Kubitsuri kikyū) | 2023. január 19.    | 2023. január 19.     |
| Miután egy népszerű idol öngyilkosságnak tűnő halált szenved, több alkalommal is látják a fejét hatalmas, groteszk lufiként szállni az égen. Később egyre több, más-más ember fejére hasonlító lufi jelenik meg, amelyek üldözőbe veszik és felakasztják „tulajdonosukat”. | |                     |                      |
| 4. | Négy x négy fal / Az Álommanó búvóhelye Sidzsú kabe no heja (四重壁の部屋; Hepburn: Shijū kabe no heya) / Szuima no heja (睡魔の部屋; Hepburn: Suima no heya)                           | 2023. január 19.    | 2023. január 19.     |
| Kóicsi nem tud tanulni, mert öccse, Szóicsi folyamatosan zajong, ezért megpróbálja hangszigeteltetni a szobáját, ami ezáltal egyre szűkebb lesz. / Álmaitól gyötörve Júdzsi megkéri barátját, Marit, hogy tartsa ébren. | |                     |                      |
| 5. | Betolakodó / Hosszú haj a padláson Sinnjúsa (侵入者; Hepburn: Shinnyūsha) / Janeura no nagai kami (屋根裏の長い髪; Hepburn: Yaneura no nagai kami)                                      | 2023. január 19.    | 2023. január 19.     |
| Osikiri furcsa lépteket hall a házban, ahol egyedül él. / Csiemi arra ébred, hogy egy patkányt talál a hosszú, fekete hajában. | |                     |                      |
| 6. | Penész / Látomás a könyvtárban Kabi (黴) / Zóso genei (蔵書幻影; Hepburn: Zōsho genei)                                                                                                  | 2023. január 19.    | 2023. január 19.     |
| Egy évvel azután, hogy kiadta házát Mr. Roginak, Akaszaka mindenhol penészgombát talál. / Kóko férje, Goró megszállottan tartja karban könyvtárát. | |                     |                      |
| 7. | Sírkövek városa Bohjó no macsi (墓標の町; Hepburn: Bohyō no machi) | 2023. január 19.    | 2023. január 19.     |
| Miután halálra gázolt egy lányt az autójával, Cujosi és nővére, Kaoru, azzal szembesülnek, hogy az utat, amelyen haladnak, számtalan sírkő zárja el. | |                     |                      |
| 8. | A rettegés rétegei / A partra vetett dolog Kjófu no dzsúszó (恐怖の重層; Hepburn: Kyōfu no jūsō) / Hjócsakubucu (漂着物; Hepburn: Hyōchakubutsu)                                        | 2023. január 19.    | 2023. január 19.     |
| Amikor egy baleset következtében elveszíti fél arcát, Reimi rájön, hogy fiatalabb énje még mindig benne van. / Egy hátborzongató tengeri lény sodródik a partra, melyről kiderül, hogy emberek parazitálták. | |                     |                      |
| 9. | Tomie・Fotó Tomie: Sasin (富江・写真; Hepburn: Tomie: Shashin) | 2023. január 19.    | 2023. január 19.     |
| Egy Tomie nevű cserediák nem örül annak, hogy egy Cukiko nevű lány fotókat készít és árul népszerű fiúkról az iskolájukban. | |                     |                      |
| 10. | Kibírhatatlan labirintus / A zaklató Taegatai meiro (耐えがたい迷路; Hepburn: Taegatai meiro) / Idzsimekko (いじめっ娘; Hepburn: Ijimekko)                                              | 2023. január 19.    | 2023. január 19.     |
| Két barát eltéved a hegyekben és aszkéta szerzetesek közösségére bukkannak. / Kuriko gyerekként megfélemlít és rendszeresen bántalmaz egy nála fiatalabb fiút, Naoját, akivel együtt szokott „játszani”. Felnőttként Naoja ráveszi Kurikót, hogy szakítson barátjával és összeházasodjon vele, majd születik egy fiuk, aki Naojára emlékezteti Kurikót. Naoja eltűnik, s Kuriko egyedül marad a fiúval, egy nap azonban a nő úgy öltözik fel, mint gyerekkorában és elindul fiával a játszótér felé. | |                     |                      |
| 11. | Sikátor / Fejetlen szobor Rodzsiura (路地裏; Hepburn: Rojiura) / Kubi no nai csókoku (首のない彫刻; Hepburn: Kubi no nai chōkoku)                                                       | 2023. január 19.    | 2023. január 19.     |
| Egy fiatal férfi beköltözik egy zárt sikátor melletti panzióba, a sikátor azonban sötét titkot őriz. / Egy fej nélküli szobrairól ismert művésztanárt meggyilkolva találnak, fej nélkül. | |                     |                      |
| 12. | Suttogó nő / Soichi imádott kisállata Mimikoszuri szuru onna (耳擦りする女; Hepburn: Mimikosuri suru onna) / Szóicsi no aigan dóbucu (双一の愛玩動物; Hepburn: Sōichi no aigan dōbutsu) | 2023. január 19.    | 2023. január 19.     |
| Egy titokzatos nő felvállalja a munkát, hogy segítsen egy hisztérikus lánynak, aki képtelen egyedül döntést hozni. / Szóicsi családja örökbe fogad egy macskát, Coront, ami egyre furcsábban viselkedik. | |                     |                      |

## Fogadtatás
A Junji Ito hátborzongató japán meséi a Rotten Tomatoes filmkritikai oldalon 73%-ban pozitív értékelést kapott 11 kritika alapján.
Az IGN már kritikája elején leszögezi, hogy az anime nem ér azokba az iszonytató magasságokba, mint Itó Dzsundzsi eredeti műve. Dicsérte az animáció klasszikus megjelenését, a hangot és a szinkronszínészek játékát, de kritizálta a történetek gyenge választékát, a rossz vágást és az ijesztgetés erőtlenségét. Összességében 10-ből 4 pontot adott a sorozatra. A Sorozatjunkie kritizálta az animáció és a hangeffektek minőségét, és az Itóra jellemző bodyhorror hiányát, de szerinte „az alapvetően gyenge-közepes technikai megvalósítást ellensúlyozta valamelyest az egész sorozat változó módon retró stílusa, nagyon kellemes hangulatot kölcsönözve az évad egészének”. A Mondo magazin is többnyire negatív véleménnyel volt a sorozatról, az animáció véleménye szerint „merev és hiányzik belőle a lélek, az eredeti sokkoló részletességgel bemutatott rémképek a végletekig le vannak egyszerűsítve” és „horror animéhez képest aggasztóan ritkán kelt félelemérzetet”. Néhány cím adaptálását és a főcímet viszont dicsérte.